# Госберт (граф Ампурьяса)

Каталонские графства в IX—XII веках

Госберт (кат. Gausbert; умер в 931) — граф Ампурьяса и Руссильона (916—931) из Ампурьясской династии.

## Биография

### Правление
Госберт был вторым сыном графа Ампурьяса и Руссильона Суньера II. После смерти отца в 915 году Госберт стал соправителем своего старшего брата Бенсио, а после скоропостижной смерти брата — единоличным правителем обоих графств. Последний документ, подписанный Бенсио, датирован 4 марта 916 года, а первая хартия, в котором Госберт назван графом Ампурьяса и Руссильона — акт об освящении кафедрального собора Эльнской епархии, церкви Санта-Эвлалиа-де-Эльна — датирована 1 сентября этого года.
О правлении графа Госберта исторические источники передают не очень много сведений. Известно, что он стал первым из графов Ампурьяса и Руссильона, лично не принёсшим вассальную присягу королям Западно-Франкского королевства. Однако Госберт продолжал признавать себя вассалом королей из династии Каролингов, о чём говорит датировка выдававшихся им документов, основанная на годах правления этих монархов.
В церкви селения Сант-Марти-де-Ампурьяс, которую Госберт восстановил в 926 году, содержится посвятительная надпись графу, называющая его «торжествующим героем». Это свидетельствует о значительной, с точки зрения современников Госберта, одержанной им военной победе. Кто были противники правителя Ампурьяса и Руссильона, в надписи не сообщается, но предполагается, что ими могли быть венгры, совершившие в 924 году нападение на Окситанию. В этом году венгры, которые разграбили до этого Северную Италию и сожгли Павию, перешли Альпы и вторглись в Тулузское графство, разоряя всё на своём пути. Они дошли до города Тулуза, однако, ослабленные эпидемией, обрушившейся на их войско, они были разбиты местным графом Раймундом III Понсом. Вероятно, и граф Госберт внёс свой вклад в победу над этим врагом.
К 927 году относится первое в документах упоминание о поселении Перпиньян, будущей резиденции руссильонских графов.
Госберт покровительствовал церквям и монастырям, находившимся в его владениях. Особенным его вниманием пользовалась Эльнская епархия, где два его брата, Элмерад и Гуадаль, последовательно были епископами. Дарственная хартия, выданная Госбертом этой епархии 10 апреля 931 года, стала последним документом, подписанным графом. Вероятно, вскоре после этого он умер и в графствах Ампурьяс и Руссильон ему наследовал его сын Госфред I.

### Семья
Граф Госберт был женат на Трудегарде (упоминается в 922 и 931), происхождение которой неизвестно. Детьми от этого брака были:
- Суньер (умер ребёнком)
- Госфред I (умер в 991) — граф Ампурьяса и Руссильона (931—991)
- Эрменгарда (умерла в 994 или 1013) — жена графа Конфлана, Сердани и Бесалу Олибы Кабреты (умер в 990)